# 揖斐川町立揖斐小学校
揖斐川町立揖斐小学校（いびがわちょうりつ いびしょうがっこう）は、岐阜県揖斐郡揖斐川町三輪にある公立小学校。

## 通学区域
- 通学区域は三輪、大光寺の大部分、小谷、小野、志津山、上ミ野、下岡島、上岡島、極楽寺、和田であり、公立中学校の進学先は揖斐川町立揖斐川中学校である[1]。

## 沿革
- 1873年（明治6年）
  - 1月 - 協同学校が開校。三輪村、大光寺村、小野村、小谷村、志津山村、上野村、上岡島村、下岡島村、清水村、長良村が校区であった。三輪村の松林寺、三輪神社を仮校舎とする。清水村に分教場（1・2年生が通学）を設置。
  - （時期不明） - 清水村、長良村が離脱し、協養義校を開校する。
- 1876年（明治9年）4月 - 校舎が完成する。揖斐学校に改称する。
- 1886年（明治19年） - 三輪尋常小学校に改称する。
- 1889年（明治22年）
  - 4月 - 揖斐高等尋常簡易科小学校に改称する。
  - 7月1日 - 三輪村、大光寺村、小野村、小谷村、志津山村、上野村、上岡島村、下岡島村が合併し町制施行。揖斐町になる。
- 1893年（明治26年）5月 - 揖斐尋常高等小学校に改称する。
- 1905年（明治38年）5月 - 農業商業裁縫補習学校を併設する。
- 1919年（大正8年）9月 - 農業商業裁縫補習学校を揖斐実業補習学校に改称する。
- 1941年（昭和16年）4月1日 - 揖斐国民学校に改称する。
- 1944年（昭和19年）8月 - 名古屋市の名古屋市古新国民学校の児童が集団疎開する（1945年9月まで）。
- 1947年（昭和22年）4月1日 - 揖斐町立揖斐小学校に改称する。
- 1955年（昭和30年）4月1日 - 揖斐町、清水村、大和村、小島村、北方村が合併し揖斐川町が発足。同時に揖斐川町立揖斐小学校に改称する。
- 1967年（昭和42年） - 新校舎（鉄筋コンクリート造）が完成。
- 1977年（昭和52年） - 校舎（南舎、鉄筋コンクリート造）が完成。
- 1983年（昭和58年） - 体育館が完成。

## 学校行事
一学期なかよしウォーキング　　二学期運動会　むくの木集会